# Lanterna
Lanterna (lat. svjetiljka) je naziv za mali toranj, obično na vrhu kupole ili krova, kroz čije široke otvore ulazi svjetlost u unutrašnji prostor zdanja ili zgrade.
Uglavnom je kružna (cilindrična), ovalna ili poligonalna oblika.  Osobito je česta u renesansi i baroku.
U romanici i gotici često se nalazi nad križištem središnjeg i poprečnog broda (transepta) crkava, a u baroku na vrhu kupole. 
U stambenoj arhitekturi postavlja se nad stubištem, a u kazalištima nad gledalištem.